# 第4屆世界合唱比賽
| 主办单位 | 厦门市人民政府 国际文化交流基金会           |
| 承办单位 | 第四届世界合唱比赛 （2006年中国厦门）组委会 |
| 活动地点 | 中国厦门                                    |
| 活动时间 | 2006年7月15日~7月26日                       |
| 比赛对象 | 来自世界各地的60多个国家约2万余名参赛选手   |
| 活动主题 | 我们和世界一起唱                            |

第4屆世界合唱比賽於2006年7月15日至26日在福建省廈門市舉辦，這是中國首次主辦該國際性藝術賽事。由總部設在德國的國際文化交流基金會所舉辦的世界合唱比賽是世界上規模最大的合唱比賽，每兩年舉辦一屆。

## 外部連結
- 第四届世界合唱比赛官網